# Alexandre Vieira (músico)
Alexandre Vieira (Porto Alegre, 12 de abril de 1965 - Porto Alegre, 25 de novembro de 2019) foi um multi-instrumentista, compositor e cantor brasileiro. Toca contrabaixo, guitarra, violão, teclado, baixo e percussão, entre outros instrumentos.
De 1998 a 2002 integrou o quinteto popular de câmara Café Acústico, com o qual recebeu dois Prêmios Açorianos de Música, na categoria Melhor Grupo de MPB (1999 e 2000). Venceu o II Festival de Música de Porto Alegre.
Estudou na Universidade Federal do Rio Grande do Sul, onde também passou a lecionar no Projeto Prelúdio, de formação de jovens talentos.